# Wikifavelas
O Dicionário de Favelas Marielle Franco, ou Wikifavelas, é um website em formato wiki cujo objetivo é a construção coletiva de conhecimento sobre favelas e periferias do Brasil. Foi lançado em 16 de abril de 2019 com apoio do CNPq e da Fiocruz, no 33º aniversário do Instituto de Comunicação e Informação Científica e Tecnológica em Saúde da entidade, com a coordenação geral de Sônia Fleury.
O Wikifavelas é um espaço de construção colaborativa também para um jornal de ampla circulação nacional. A plataforma busca suprir uma lacuna do conhecimento transdisciplinar que é o estudo de favelas, reunindo conhecimento produzido em vários eixos temáticos, como condições socioeconômicas, políticas públicas, cultura, sociabilidade, entre outros). Em um sentido epistemológico, o Wikifavelas é reconhecido como uma forma de produção de conhecimento baseada nos saberes comunitários e periféricos por meio de uma epistemologia colaborativa e com foco no resgate e reconstrução de conhecimentos ancestrais.

## História
As favelas sempre foram tratadas de formas homogêneas e periféricas no Brasil. Por isso, o projeto nasceu como uma maneira dos moradores agregarem conhecimento de diversos pontos de vista. O projeto começou a ser formulado em 2016 e havia ganhado o apoio de Marielle Franco, que escreveu uma proposta de verbete e uma ementa sobre sua monografia sobre as UPPs. O site ganhou nome em sua homenagem após seu assassinato, em 2018.
Estreou no dia 16 de abril de 2019, com 155 artigos. Entre eles, estão Baile Funk, Museologia Social e Literatura de favela. No fim de 2023, o site possuia mais de 2.100 verbetes, acumulando quase 9 milhões de acessos durante o ano. No início de 2024, sua identidade visual foi atualizada.

## Estudos e premiações
O Wikifavelas já foi objeto de estudo buscando ser compreendido como mobilizador para o debate amplo sobre a memória como direito à cidade. Por meio de uma perspectiva que parte da memória como parte dessa trajetória de subjetivação e positivação das populações de favelas.
O projeto foi tema de um estudo intitulado “Wikifavelas: a tecnologia da informação na descolonização do conhecimento” e recebeu uma menção honrosa na categoria apresentação de pôster do prêmio Lévi-Strauss em 2020 que é entregue pela Associação Brasileira de Antropologia.
Em 2019, o projeto também foi tema de um estudo publicado no XV Simpósio Brasileiro de Sistemas Colaborativos da Sociedade Brasileira de Computação por pesquisadores da Fundação Oswaldo Cruz.. O estudo entitulado "Wikifavelas: Uma ferramenta Colaborativa para organizações sociais", recebeu prêmio de menção honrosa.